# Висови
Висови су насељено место у општини Капела, Бјеловарско-билогорска жупанија, Хрватска.

## Историја
До територијалне реорганизације у Хрватској били су у саставу старе општине Бјеловар.

## Становништво
У попису становништва из 2011. године, Висови су имали 45 становника.
| Број становника према пописима | Број становника према пописима | Број становника према пописима | Број становника према пописима | Број становника према пописима | Број становника према пописима | Број становника према пописима | Број становника према пописима | Број становника према пописима | Број становника према пописима | Број становника према пописима | Број становника према пописима | Број становника према пописима | Број становника према пописима | Број становника према пописима | Број становника према пописима |
| ------------------------------ | ------------------------------ | ------------------------------ | ------------------------------ | ------------------------------ | ------------------------------ | ------------------------------ | ------------------------------ | ------------------------------ | ------------------------------ | ------------------------------ | ------------------------------ | ------------------------------ | ------------------------------ | ------------------------------ | ------------------------------ |
| 1857                           | 1869                           | 1880                           | 1890                           | 1900                           | 1910                           | 1921                           | 1931                           | 1948                           | 1953                           | 1961                           | 1971                           | 1981                           | 1991                           | 2001                           | 2011                           |
| 0                              | 0                              | 0                              | 0                              | 155                            | 110                            | 117                            | 144                            | 95                             | 80                             | 72                             | 63                             | 67                             | 48                             | 33                             | 45                             |

Напомена: Од 1857. до 1890. подаци су садржани у насељу Подгорци (Ровишће).

### Попис1910.
| Висови | Висови |
| --- | --- |
| језик | вера |
| укупно: 110 Хрватски 76 (69,09%) Српски 28 (25,45%) Немачки 3 (2,72%) Словеначки 2 (1,81%) Чешки 1 (0,90%) | <div style="border:solid transparent;position:absolute;width:100px;line-height:0;<div style="border:solid transparent;position:absolute;width:100px;line-height:0;<div style="border:solid transparent;position:absolute;width:100px;line-height:0; укупно: 110 Римокатолици 82 (74,54%) Православци 28 (25,45%) - (-%) |